# Mỏ than Krupiński
Mỏ than Krupiński là một mỏ lớn ở phía nam Ba Lan ở Suszec, Silesian Voivodeship, 448 km về phía tây nam của thủ đô Warsaw. Krupiński đại diện cho một trong những mỏ than lớn nhất ở Ba Lan có trữ lượng ước tính 34,8 triệu tấn than. Sản lượng than hàng năm là khoảng 3 triệu tấn. Mỏ này có trụ sở tại Suszec, các mỏ được đặt tại xã Suszec, Żory và Orzeze ở Silesian Voivodeship. Việc làm vào cuối năm 2011 ghi nhận đến 2819 nhân viên. Ngày 31 tháng 3 năm 2017 sản xuất trong mỏ đã ngừng hoạt động và nhà máy được chuyển đến Spółka Restrukturyzacji Kopalń ở Bytom. Công ty này đang thanh lý và quản lý tài sản của các mỏ thanh lý.

## Lịch sử
Việc xây dựng mỏ bắt đầu vào năm 1975 tại khu vực khai thác bao gồm các khu vực Kleszczów, Rudziczka, Suszec và Kryry. Trong quá trình xây dựng, mỏ được gọi là "Suszec" . Năm 1983, mỏ đã được bàn giao để sử dụng dưới tên "Krupiński". Người bảo trợ của mỏ là giáo sư địa chất và khai thác mỏ Ba Lan Bolesław Krupiński. Hiện tại, nó thuộc về Jastrzębska Spółka Węglowa SA.
Trong những năm 1983 - 2010, khoảng 420,6 km hoạt động hành lang đã bị khoqn. 115 lô tường dài được khai thác trong 15 sàn. Khoảng 47,1 triệu tấn than đã được khai thác.
Mỏ được bảo đảm bởi Trạm cứu hộ khai thác huyện ở Wodzisław Śląski .
Vào ngày 31 tháng 3 năm 2017, mỏ Krupiński đã được chuyển miễn phí cho Spółka Restrukturyzacji Kopalń .

### Tai nạn
- Vào ngày 31 tháng 7 năm 2008, một tai nạn đã xảy ra trong mỏ, dẫn đến cái chết của một người khai thác 30 tuổi chết ở đó. Người đàn ông bị trúng một cục than tách ra từ bức tường khai thác.
- Vào ngày 22 tháng 7 năm 2009, một người khai thác 44 tuổi đã chết trong mỏ. Người đàn ông rơi vào trạm căng của băng tải.
- Vào ngày 5 tháng 5 năm 2011, lửa mêtan đã phát ra, kết quả là một người khai thác và hai nhân viên cứu hộ đã tham gia vào chiến dịch giải cứu.[5][6]
- Vào ngày 18 tháng 4 năm 2012, một nhân viên 26 tuổi của một công ty bên ngoài đã bị giết trong mỏ. Trong quá trình khoan vỉa hè mới ở độ cao 420 m, công nhân đã bị bắt bởi một bộ phận của máy khoan.[7]
- Vào ngày 20 tháng 7 năm 2012, một người khai thác 45 tuổi đã chết trong mỏ. Người đàn ông bị chấn thương đầu trong khi thực hiện kiểm soát thường xuyên của trục bỏ qua.[7]

## Dữ liệu sàng lọc
| Mỏ        | Khai thác ròng hàng ngày | Khu vực khai thác mỏ | Tài nguyên hoạt động | Loại than  | Thời gian hoạt động mà không cần đầu tư chiến lược | Thời gian hoạt động trong việc thực hiện các khoản đầu tư chiến lược |
| --------- | ------------------------ | -------------------- | -------------------- | ---------- | -------------------------------------------------- | -------------------------------------------------------------------- |
| Krupiński | 8 100 t mỗi ngày         | 27,2 km²             | 21,4 triệu tấn       | 34.1, 34.2 | đến năm 2020                                       | đến 2030                                                             |